# ジーンダイバー
ジーンダイバー（GENEDIVER）は、1994年4月4日から1995年1月24日（近畿2府4県および総集編最終回は1995年2月2日）にNHK教育テレビ『天才てれびくん』内で放送された、実写とCGを併用したアニメ作品である。
その前年の『恐竜惑星』（1993年度）、3年後の『救命戦士ナノセイバー』（1997年度）とあわせてバーチャル3部作と呼ばれている。

## 概要
本作では前作の『恐竜惑星』と同じく全編を通じて、主人公の芳賀唯をアキラとCGキャラ・虎哲がナビゲートをするという形を取っていた。量子コンピュータやDNA解析、恐竜の絶滅に大規模噴火説と巨大隕石落下説を併用するなど、小学生向け番組のアニメとしてはハードな内容を扱ったSF作品である。ナレーションは中村大樹。後に1996年の夏休み期間にて再放送された。
『天才てれびくん』10周年とNHKテレビ50周年を記念して、2003年12月にDVD化された。2023年2月には『天才てれびくん』30周年企画としてDVD-BOXの再販が行われた。

## あらすじ

### プグラシュティク編
絶滅した生物の遺伝子を採取するためにバーチャル世界に赴いた主人公・唯が、バーチャルプログラムの暴走により齧歯類から進化したもう一つの人類・プグラシュティクの住む世界に飛ばされてしまう。彼らは人類を「自らの存在を脅かす危険な存在」と見なし、バーチャル世界へ侵入。人類の進化を妨害し、地球の歴史から抹殺しようとする。今や唯一バーチャル世界に出入りできる人間となった唯は、プグラシュティクの世界で出会ったパックやバーチャルセンターの仲間達の援護を受けつつ、プグラシュティクとの間で地球人類の地位を賭けて戦うことになった。

### スネーカー編
プグラシュティクの戦士・ティルと個人的に和解したことによりプグラシュティクとの戦いは一段落したが、ティルが元の世界に戻れなくなってしまう。その原因を探るうちに、唯達は地球の過去に何度となく進化の介入が行われていた事実に気づく。進化の介入者・スネーカーとドライ6（ドライシックス）らエウロパ人達の戦いに巻き込まれるうちに、スネーカーが進化の介入の方向を人類の進化から抹殺へと変更したことが明らかになる。ドライ6と和解した唯達は、地球上の生命の進化の歴史を一気に遡りながら、その都度スネーカーの計画を阻止。最終的にはスネーカーの本拠地である月に向かい、宇宙全体の有機生命体の進化に介入する無機生命体（スネーカーの本体）に対して直接対決を挑む。

## 登場人物

### バーチャルステーション
芳賀 唯
演 - 鹿島かんな（実写） / 声 - 白石文子（アニメ）
本作の主人公。当初は他のジーンダイバー同様、研究目的で太古の生物の遺伝子採集を行っていたが、あるきっかけでバーチャル世界の立て直し、ひいては人類の未来を託される存在となる。敵対していたティルを損得抜きに助けるなど心優しい性格で、その優しさが人類の未来に大きな影響を与えることとなる。
パック・ロブ
声 - 熊谷ニーナ
通称パック。プグラシュティクの世界ではピュイクシーと呼ばれている。「ピュイクシーを手に入れた者は1000年の繁栄を得られる」というプグラシュティクの伝説のために彼らから追われる身であったが、唯と出会ってからは行動を共にするようになる。糸状の触手によるアクセスと、背中の羽（飛行も可能）をこすり合わせることで発生させる声により、あらゆる生物とコミュニケーションが取れるという不思議な能力を持つ。さらにその触手とコンピューターのケーブルを繋ぐと、コンピューターの操作やハッキングも可能となる。この能力はどんなセキュリティも回避し「普通に会話するのと同じ」ようにコンピュータのデータを入手、送信できる。バーチャルステーションの虎哲との超時空通信を経由して、プログラムを送信することも可能。旺盛な食欲の持ち主で（但しワサビは嫌いで寿司から抜いていた）、時に怪しい関西弁をしゃべる。虎哲とはよい喧嘩友達。物語の終盤になって、実は以前スネーカーによって滅ぼされた情報生命体の生き残りであったことが明らかになる。ピュイクシー（ピクシー）、パックは共に妖精を意味する言葉である。スネーカーの性別を知っており、虎哲がその事に突っ込んだ際には何故突っ込まれたのか不思議がっていた。
アキラ
演 - 安藤一志
バーチャルステーションにて虎哲とともに唯をバックアップする。唯の遺伝情報を組み込んだバイオプラスト素材を利用し、唯以外の物質を送り込めなかったバーチャル世界にアイテムを送り込めるプログラムなどを開発した。物語上では虎哲が人間に近づくコンピュータとして描かれたのと対照的に、（技術面で）コンピュータに近づく人間として描かれた。バーチャルシステムゲームのDNA合成獣に熱中する少年らしさもあわせ持つ。唯に密かな恋心を抱いているが、当の唯本人や周囲にはバレバレ。
虎哲（こてつ）
声 - 斎藤隆
メディアタワー・バーチャルステーションのシステム責任者。唯達をジーンダイブさせる役割を担っており、各時代の生物の説明役もこなす。その本体はコンピュータで、リアリティインターフェイスでは老人とUFOを合体させたような姿をしており、一人称は「おいら」。唯をジーンダイブさせたり、バンパイアで採取した遺伝情報やモニターのデータ分析、バーチャル世界とのデータの送受信の時は胴体とUFOの間から、ピンクと緑色で1つ1つのキーが三角形になっているキーボードが引き出されて来て、自身の両手で操作する。少々頑固な面がある他、頭に血が上りやすい性格で、後に和解したスネーカーに性格を直してもらうようにセラフィーから提案された際には「自分は自分である」としてそれをきっぱりと断っている。また、スネーカー編で自ら設計したニューマシーンに「ゲンゴロウ」と名付けるなど、そのネーミングセンスにかなりの難がある（これを唯から嫌がられた際には怒っていた）。
セラフィー
声 -  篠原恵美
女性型のリアリティインターフェイス。初登場時には赤ん坊の姿で出現したが、自分の名前以外の一切の知識を持っていなかった（彼らは元々システムに関する知識を全て備えた状態で具現化するのが通常であり、セラフィーの出現の仕方には虎哲が疑問を持っていた）。その後、スネーカー編冒頭では外見が幼女の姿に変化。この頃には彼女を実の娘のように思う虎哲の熱心な指導により、豊富な知識を備えたコンピュータ管理者へと成長していた。また、アキラや唯との触れ合いを通して次第に人間らしさをも備えるようになる。
しかし、その正体は人類を消滅させる決断を下したスネーカーが送り込んだスパイだった。本人は当初そのことを自覚していなかったが、スネーカーについて調べているうちに自分が人類の文化や文明を学習し、超時空通信を通じてスネーカーに送る役割を持っていたと知り、苦悩することになる。一度はアキラにリアリティインターフェイス消去プログラムを渡し自殺を図ろうとするが、虎哲に見付かり激怒され、白状する。結局は唯達人間の側につくことを決意。そのためスネーカーへのハッキング中、スネーカーの手によって行動不能にされた上、スネーカーの本拠地である月にデータ化され拉致されてしまう。物語の終盤ではスネーカーと同化されてしまうが、虎哲が渡したインターフェイス成長プログラムによって救出された（これ以降、外見も大人の女性に変化した）。スネーカーの一件が解決した後も虎哲の手伝いをしている。
その他エキストラ
第1話にてバーチャル世界に入っていたジーンダイバーは唯を含めて男女3人（勇:大沼勇、健太郎:明石健太郎）、またオペレーターがアキラ以外に1人女子（みき:藁科みき）が登場しているが、唯以外がバーチャル世界に入れなくなってしまった2話以降は全く登場していない。ちなみに1話の描写から、システムが複数の人間を同時にバーチャル世界の異なる場所から現実世界へとまとめて引き戻すことが可能だということが明らかになっている。

### プグラシュティク
バーチャルプログラムの暴走から開いたもう一つの世界で、化石種の齧歯類エピガウルスが進化した人類。先祖と同じく地中活動を得意としており、その能力によって築いた地中都市に本拠地をおく。磁場に強く反応する。また、地中航行戦闘艇や戦艦など、強力な戦力も保有している。遺伝子上の進化の道筋が不安定な彼らは、この欠落を埋めることを悲願としていた。霊長類から進化した人類の存在を知ったことから、人類を歴史上から抹殺すれば自分達がそれに取って代わり、安定した存在になれるのではと考え行動を起こす。しかし、進化の道筋が不安定であることの理由は、後述のスネーカーによって遺伝子上の封鎖領域に手を加えて実験的に作り出された仮想生物だからであった。彼らにとって握手は相手に呪いをかけるという意味だが、唯はそれを知らずに握手で宣戦布告をしてしまった。名前の由来はグラシュティグ。
ティル・ニー・ノグ
声 - 岩男潤子
通称ティル。プグラシュティクの名門・リャナン家（現在は没落中らしい）の次女で、王家の騎士。着用するパワード・スーツの色は紫。プグラシュティク編では唯と敵対するも、兄・バンの策略により最愛の姉・フラウを失い、その復讐のために唯と行動を共にした。バンを倒した後、本国へ帰れなくなってしまったが、その後唯の頼もしい仲間として共にスネーカーと戦う。さしたる道具も使わず機転でティラノサウルスを撃退したほか、磁場に強く反応するプグラシュティクの能力を活かし、様々な場面で活躍した。「ノグ」はプグラシュティクの言葉で妾腹の子に対して付けられる蔑称。ネーミングの由来は、ケルト神話における妖精の国「ティル・ナ・ノグ」。最終局面で唯をレーザーから庇って死亡してしまうが事態の収拾後にスネーカーの力により復活。スネーカーの能力に率直に驚いていた。
フラウ・ニー
声 - 嶋村薫
通称フラウ。リャナン家の長女にして、王家の騎士団長。着用するパワード・スーツの色は赤。妹のティルには厳しく当たるが、心の中では常にティルの身を気遣っている。リャナン家当主の地位であるリャナン・シーの座を狙う弟・バンの策略に陥って後継者の地位を失い、追っ手からティルを庇って非業の最期を遂げる。名前の由来は、妖精ブラウニー。
バン・ニー
声 - 中村大樹
通称バン。リャナン家の長男で王家の科学者。着用するパワード・スーツの色は茶色。ティルの異母兄にあたるが、父親のリャナン・シー・ノゥオから自分だけが嫌われていることを根に持っており、父と敵対関係にあった貴族院のダーナ・シー（金で貴族の地位を買った成り上がり者らしい）と裏で結託、この機会にリャナン家の再興を図ろうとしていた父親を裏切り、フラウの有していたリャナン家の第一後継者の地位を簒奪する。その後、フラウを抹殺することに成功するものの、復讐心に燃えるティルの手にかかって死亡した。名前の由来は、妖精バンシー。
リャナン・シー・ノゥオ
声 - 辻村真人
フラウ達3人の父であるプグラシュティクの王家リャナン家の王。名前の由来は、妖精リャナンシー。
ダーナ・シー
声 - 中村秀利
貴族院の最大権力者。ダーナ・シーは、ケルト神話に登場する妖精を指す言葉である。
バラン艦長
声 - 中村秀利
片目に大きな傷を持つ巨大戦艦艦長。

### エウロパ人
木星の氷と水の衛星・エウロパで誕生した知的生命体。有機物が無機物から遺伝能力を得た上で離れて進化した地球生命と異なり、有機物が無機物を取り込んだまま進化して発生した生物。通常は甲殻類に酷似した4本足のエビのような姿をしているが、自在にその形状を変えることができる。通常形態の場合、レーザーを装備している（もっとも戦闘実行体にはほぼ通用しない）。また、体内にはシリコンによって構成された遺伝子を持っており、その遺伝情報を独自の方法で伝えている。そのため、エウロパ人には性別の概念は存在しない。一般には赤い肌だが、後述のドライ6のみ若干色が違う。複数の部隊に分かれ、それぞれが各所に基地を置いて活動している。各人が自分の命を惜しむことがなく、勇敢。個体名は「味」を示す英語（エウロパの海水の成分組成にちなんでおり、それぞれの出身地を示す）と数字の組み合わせ。
ドライ6（ドライシックス）
声 - 三木眞一郎
エウロパ人の戦士。仲間の遺伝子を預かる身でもあり、そのために一般のエウロパ人に対し赤みがかった茶色の肌をしており、また甲殻類型になったときの頭部の形状も一箇所異なる。故郷エウロパはすでにスネーカーにより惑星コンピュータ化されており、スネーカーの魔手から逃れた一部の仲間達と共にスネーカーの計画を阻止しようと外部からバーチャル世界に侵入、スネーカーの進化促進ウイルスを無効化できるカウンターウイルスによって地球生命の進化を妨害していた。また、パックが持つスネーカーの情報（記憶喪失により一時的に失われている）を手に入れるために、何度もパックを奪おうとしてきた。そのため、当初は唯達と敵対関係にあったが、共通の敵であるスネーカーを倒すことになってからは唯達と行動を共にした。軟質な身体を利用し人型や戦闘用の甲殻類型に変身。他にも変形して衝撃を吸収したり、宇宙線を防ぐ日傘にもなったりして唯達を幾度となく救った。言葉遣いは丁寧で、誰に対しても敬語でしゃべる。
ビター35（ビタースリーファイブ）
声 - 嶋村薫
唯たちがはじめて接触したエウロパ人。ノーテイスト（スネーカー）の秘密に気付くも、戦闘実行体に攻撃を受け瀕死のところをドライ6への伝言をパックを通じて伝え、事切れた。
ソルティー7（ソルティーセブン）
声 - 中村大樹
ドライ6の部下。唯たちと共闘できることを喜んだのもつかの間、基地を知られ戦闘実行体からの攻撃を受けたため他の部下と共にエウロパへ退去した。
ドライ6の直属の部下
具体数は不明だが十数名程度存在する。スネーカーの戦闘実行体からドライ6を守るため本人の上に幾重にも覆いかぶさり合い自ら攻撃を受けたために全員が死亡。ドライ6のみが生き残る形となった。

### スネーカー
太古から地球生命の進化に介入していた謎の存在。様々な時代に介入するも本体は全く姿を見せず、戦闘実行体を筆頭とする様々なロボット群がその計画を進めていた。なお、スネーカーとはプグラシュティクの言葉で進化への介入者を意味しており、エウロパ人はスネーカーのことをノーテイスト（無味）と呼んでいる。パックが一時的に記憶が回復した状態の時に“彼”と発言したことから、虎哲はスネーカーは個体であることを知って愕然としていた。
戦闘実行体
バーチャル世界において実体化したスネーカーの手足となって動くロボット群の中心。色は黒っぽい青紫色。主に計画妨害者の排除を行う。一度敗れた攻撃が次回出現時にはきかなくなっているなど、何度も強化改良が行われている。最も多数現れた実行体は、頭部の2本のレーザー砲と両腕クローが武器であり非常に強力（ただしレーザーは超伝導体の盾により跳ね返すことができる）。なお、終盤でバーチャル世界のスネーカーの本拠地の工場で量産されていた内の3体は唯達のサポートに付くようにプログラムを書き換えられ、唯達を守って戦い、最終的に破壊されている。劇中では最初に1体のみで現れたタイプと後に集団で現れるようになったタイプがあり、幾つかの型がある模様。
また、月では白いアリのような形で合体してムカデ状となり鎌を操る戦闘実行体や、茶色で多数で這い回るドリルを装備した実行体（虎哲いわく「穴掘り実行体」）、ティルの何倍もの体躯でタイムブースターの攻撃をも退避する最強の戦闘実行体が登場している。
スネーカー
この宇宙が生まれる以前の宇宙で有機生命体によって作られた、コンピューター知性体。前述のように固有の呼び名はない。時空構造まで操り、自らを次の宇宙で再生させるなどの超越的な能力を有している。人間の作り出したコンピューターに対しては「なぜ人間に似せて造りたがるのだ？」などの興味を持っており、スパイも兼ねたセラフィーを送り込むなど、好奇心の塊的な一面を持つ。人類やエウロパ人にとって侵略や存在抹消とみなされる行為も、実は（スネーカーから見れば）不完全な有機生命体を含む全宇宙の完全な情報化と、その永久的存続のために行っていたことだった。そのため、一概に善悪と分けて語ることは不可能な存在である。最終的には唯を通して人類やエウロパ人と和解し、死亡したティルを生き返らせるなどの償いも行っており、自らが人類と代わる生物になるか否かの実験用として作り出した仮想生物であるプグラシュティクの世界を安定させ、いつか人類が自分を必要とした時には喜んで協力すると約束した。

## 用語

### 道具
タイムブースター（Time Booster）
バーチャル世界において、使用者の周囲の時間を1/1000に減速させる装置。つまり、周囲にとっては使用者の動きが1000倍になるわけだが、それは同時に慣性も1000倍になり、空気の粘度が上がるため、呼吸が困難になるので、それを補うために呼吸用ボンベを併用する。さらに水中では、粘度も空気の比ではなく呼吸は勿論、身動きも全く取れない状態になる。ただし、物を投げ飛ばしても1000倍速となるため威力も凄まじい（ただし、実際には空気抵抗で速度はそこまで上がらない）。空気抵抗のない月面では特に威力を発揮し、小石で戦闘実行体を倒してしまう。前作『恐竜惑星』でも登場。今回のものはより省エネ化され、ボンベの内容量も上がっている様子。
バンパイア（Vampire）
バーチャル世界で動物の遺伝子を採取するための道具。拳銃に似た形状で、銃口にあたる部分からワイヤーつきの端子を射出、対象物に突き刺して遺伝子を採集する。神経系に超音波ショックを与えるパラライザ機能付で、タイムブースターと並ぶ唯の武器だが、戦闘実行体やエウロパ人には通用しない。
バリア（Barrier）
敵などからの衝撃を熱エネルギーとして受けるのでダメージを緩和できる。バリア発生中は、熱を逃がすこともできないため、攻撃を受け続けると中の温度は高くなって行く。さらにバリアを解除するまで内部の人間をジーンダイブさせることができないので、危険な状況になって行く。レーザーには効果がない模様。またダメージの緩和にも限界があり、前述の最強戦闘実行体の攻撃によるダメージは緩和しきることができなかった。
バッテリーパック（Battery Pack）
高温超伝導コイルの中に、大量の電力が永久電流として蓄えられている。このコイルを切ることによって発生した大爆発でプグラシュティクを撃退した。
パワード・スーツ（Powerd Suit）
プグラシュティクが使用するスーツ。手の部分は土中潜行が可能なドリルになっており、そこからレーザーや炎を発射することもできる。SOS信号のようなものを発信することもできる。わざわざ地上から地中にもぐって地上の唯を追い回したこともあり、地上より地中でスピーディに動けるようである。唯によりパワード・スーツをはぎ取られた後のティルが地中に潜るシーン（18話「三戦士の微妙な関係」）があることから、素手でもある程度穴を掘ることは可能の様子。

### 乗り物
ゲンゴロウ
虎哲が設計した移動用マシーン。アキラが開発した唯の遺伝情報を組み込んだバイオプラスト素材を利用しているため、バーチャル世界内の単純時間移動＝ジーンダイブも可能となっている。空中は無論、水中・宇宙まで航行できる高性能メカ。現実世界の側で部品を作成・転送しバーチャル世界内で組み立ててから利用した。ミサイル・レーザーを装備しているが、レーザーにさほどの威力はなく、ミサイルも数発しか装備されていない。
戦闘艇
プグラシュティクの戦闘艇。ティル達、リャナン家の三兄弟が利用した。巨大なドリルを有し、特に地中活動に優れている。ドリルの先端からは殺傷能力の高いレーザーを放つことができるほか、ジーンダイブも可能。
巨大戦艦
プグラシュティクの巨大戦艦。地中を走行できる。マグマだまりの中に入れることから、耐熱温度はかなり高いとみられる。

### 生物
人語を操るレギュラーメンバー（とその種族）以外、基本的に全て実在の（実在した）動物
ヘミキオン
イヌに似た原始的なクマの仲間。中新世の北アメリカで怪我をした子供を助けようとし、唯が噛み付かれたことが物語の始まりとなる。
クラニオケラス
中新世の北アメリカと450万年前の北アメリカに生息。
シンテトケラス
中新世の北アメリカに生息。
モンゴロイド
4万年前の北アメリカでプグラシュティクに襲われた。唯の遺伝情報からたどられた唯を含む多くの人類の祖先。
エレモテリウム
4万年前の北アメリカに生息。オオナマケモノ。
スミロドン
4万年前の北アメリカに生息。俗称サーベルタイガー。
バイソン
4万年前の北アメリカに生息。
エラスモテリウム
4万年前のシベリアに生息。角の長いサイのような姿をしている。
クロマニヨン人
4万年前のシベリアに生息。
ネアンデルタール人
4万年前のシベリアに生息。
毛長マンモス
4万年前のシベリアに生息。
ミトコンドリア・イヴ
ミトコンドリアDNAをもとにたどり着く人類共通の祖先。25万年前のエチオピアでフラウによって殺されてしまう。
カリコテリウム
350万年前のエチオピアに生息。
ヒヒ
350万年前のエチオピアに生息。集団で唯を襲ったが、アウストラロピテクスの奇襲を受けて撤退。
アウストラロピテクス
人類の祖先に当たる猿人。350万年前のエチオピアでヒヒに襲われている唯を救ったと同時にパックを捕まえた。後にプグラシュティクに襲撃された際、逃げ遅れた個体が戦闘艇から放たれたビームによって死亡した。
シバテリウム
350万年前のエチオピアに生息。
デスモスチルス
2300〜500万年前の中新世と、2000万年前の日本に生息。カバのような哺乳類。
プロトプテルム
2000万年前の日本に生息。ペンギンのような姿をしている。パックは魚を捕ってくるよう頼んでいた。
ユーリノデルフィス
2000万年前の日本に生息。イルカのような姿をしている。
ケトテリウム
2000万年前の日本に生息。ハクジラとヒゲクジラの中間のような姿をしている。
インドリコテリウム
3300万年前の中央アジアに生息。
マメジカ
3300万年前の中央アジアに生息。
エンボロテリウム
3300万年前の中央アジアに生息。サイのような姿をしている。雷獣類。
ウインタテリウム
3300万年前の中央アジアに生息。
アルシノイテリウム
3300万年前の中央アジアに生息。
エピガウルス
中新世から450万年前の鮮新世の北アメリカに生息。大型の齧歯類でプグラシュティクの祖先。
プリオヒップス
450万年前の鮮新世に生息。ウマの祖先。
ディアトリマ
5000万年前の始新世の北アメリカに生息。ワニによって捕食された。
スミロデクテス
5000万年前の始新世の北アメリカに生息。原猿類。
ワニ
5000万年前の始新世の北アメリカに生息。
メリテリウム
5500万年前の始新世の北アフリカに生息。ゾウの祖先。
バシロサウルス
5500万年前の始新世の北アフリカに生息。
パキケタス
5700万年前の暁新世の西アジアに生息。クジラの祖先。
プリスティカンプソス
5700万年前の暁新世の西アジアに生息。唯たちを襲った。
ティラノサウルス
6500万年前の白亜紀の北アメリカに生息。
オルニトミムス
6500万年前の白亜紀の北アメリカに生息。
トリケラトプス
6500万年前の白亜紀の北アメリカに生息。バンから逃げてきたパックの言葉が通じなかったが、突進攻撃でバンを撃退した。
パキケファロサウルス
6500万年前の白亜紀の北アメリカに生息。
クレード・ゼロ
白亜紀後期・約7000万年前の北アメリカに生息。齧歯類と霊長類の共通祖先。クレード・ゼロは進化の分岐点を指し、厳密には生物種の名前ではない。
ドラビドサウルス
6550万年前の白亜紀のインドに生息。実際は首長竜であるが、当時の再現であった剣竜類として登場している。
ブルハスカヨサウルス
6550万年前の白亜紀のインドに生息。戦闘艇を破壊した。現在は竜脚下目に属する草食恐竜と考えられているが、当時の再現である肉食恐竜として登場。あまりにも巨大であり、虎哲はプログラムの暴走の結果と推測した。
エオラフトル
2億2800万年前の三畳紀の南アメリカと南アフリカの境界に生息。ゴキブリを餌にしていた。
ゴキブリ
2億2800万年前の三畳紀の南アメリカと南アフリカの境界とデボン紀に生息。現代のものより遥かに大きく、唯が目を背けたほど。
ディノドントサウルス
2億2800万年前の三畳紀の南アメリカと南アフリカの境界に生息。哺乳類型爬虫類。
マッソスポンディルス
2億2500万年前の三畳紀の南アメリカと南アフリカの境界に生息。
シンタルスス
2億2500万年前の三畳紀の南アメリカと南アフリカの境界に生息。
モルガヌコドン
2億2500万年前の三畳紀の南アメリカと南アフリカの境界に生息。最古の哺乳類。
スクトサウルス
2億4500万年前のペルム紀のシベリアに生息。すでに絶命していた。
ディキノドン
2億4500万年前のペルム紀のシベリアに生息。哺乳類型爬虫類。
キノドン
2億4500万年前のペルム紀のシベリアに生息。
ガレニア
2億4500万年前のペルム紀のシベリアに生息。
三葉虫
2億4500万年前のペルム紀のシベリアに生息。
ファコプス
3億6200万年前のデボン紀のグリーンランド近辺に生息。
クリノプス
3億6200万年前のデボン紀のグリーンランド近辺に生息。
ダンクレオステス
3億6200万年前のデボン紀のグリーンランド近辺に生息。
イクチオステガ
3億6200万年前のデボン紀のグリーンランド近辺に生息。最初に陸に上がった両生類。エウロパ人に多数が捕らえられる。
ヤスデ
3億6200万年前のデボン紀のグリーンランド近辺に生息。
オパビニア
5億3000万年前のカンブリア紀の北アメリカに生息。
ハルキゲニア
5億3000万年前のカンブリア紀の北アメリカに生息。
ウィワクシア
5億3000万年前のカンブリア紀の北アメリカに生息。
マルレラ
5億3000万年前のカンブリア紀の北アメリカに生息。
オドントグリフス
5億3000万年前のカンブリア紀の北アメリカに生息。
ピカイア
5億3000万年前のカンブリア紀の北アメリカに生息。脊椎動物の祖先（現在では異説も唱えられている）。人類の抹殺を企んだスネーカーに攻撃される。
アノマロカリス
5億3000万年前のカンブリア紀の北アメリカに生息。スネーカーによりピカイアを襲うよう操られる。
筆石
5億3000万年前のカンブリア紀の北アメリカに生息。スネーカーは、脊椎動物に代えて筆石を進化させようとし、巨大な筆石のネットワークを作った。
ゴカイ
5億3000万年前のカンブリア紀の北アメリカに生息。多細胞生物の中で最も古いものの一つ。
バクテリア
5億8000万年前の先カンブリア紀のオーストラリアに生息。虎哲の解説のみで描写は無かった。
古細菌
17億年前に生息。虎哲の解説のみで描写は無かった。
粘土
43億年前に存在。無機物と有機物の進化の分かれ目。

### その他の用語
ジーンダイブ
バーチャル世界内での時空移動手段。遺伝子情報を元に生物の系統樹を辿ることでこの操作を実行するため、目的の時代に行くにはその時代につながる生物の遺伝子が必要となる。また、移動者の遺伝子がコンピューターに登録されていることも条件であり、遺伝子情報を持たない物体や、遺伝子構造の異なるエウロパ人はこの方法では移動できない。逆に言うと遺伝子が登録されていれば対象者の同意なく無理やりワープさせることも可能で、これを拷問に使う場面もある。バリア発生中もワープはできない。初期は一瞬でワープさせることが可能だったが、後半ではスネーカーに支配されたマザーコンピューターとの接続を絶ったため、虎哲だけの処理速度ではワープの準備にかなりの時間がかかるようになった。バーチャルステーションの虎哲が操作を行うので、タイムホールと違って発動すればワープに失敗することはない。
タイムホール
エウロパ人が利用する時空移動手段。ジーンダイブに漏れたドライ6が移動を行うときや、場合によってはジーンダイブの代わりに利用されることもあった。前作の『恐竜惑星』ではメディアステーション側もこの方法を用いていたが、なぜ使われなくなったのかは不明。タイムホールは空間にワープ用の穴を開け、その中に入ることでワープするのに対し、ジーンダイブは遺伝子を登録した人を直接ワープさせる。（エウロパ人が使うタイムホールは）ジーンダイブのように対象者の遺伝子は必要ないが、ワープ中に同じバーチャル世界にあるタイムホール発生装置を破壊されるとワープに失敗する危険性がある。
フラクタライズ・エラー
未知の領域からバーチャル世界に大量の情報が流れた結果、プログラムの自己増殖により情報量が増加する現象。情報量の増加により、バーチャル世界での出来事が現実世界に影響を及ぼす危険性を持っている。
本作ではプグラシュティクによるバーチャル世界介入が発端となり、フラクタライズ・エラーが発生。また、外部からの追加データを受け付けなくなったために、唯以外の人間がバーチャル世界に入ることができなくなってしまった。また、唯の体重を超えるものも転送不可能となった。唯の遺伝データでコーティングされた物で唯の体重以下であれば転送可能となる技術を、アキラが確立させた。
封鎖領域
その生物の遺伝情報に混在する、本来ならば存在しないはずの領域（例:猫の遺伝子の中に存在する、ヒヒの遺伝子）。なぜ存在するのか解明されていない領域であるため、その世界はジーンダイブができないように封鎖されていた。
リャナン家

## スタッフ
- 監督 - 古川政美
- 監修 - 金子隆一、本多成正
- キャラクターデザイン - 谷口明弘、三原三千夫
- 衣装デザイン - 宮下由子
- 美術監督 - 坂本信人
- 色彩設定 - 中村忍
- 撮影監督 - 渡辺英俊
- 編集 - 瀬山武司
- 音楽 - 井川雅章
- 音響 - 中野徹、糸川幸良、山口正和
- CG制作 - 田中秀幸、坂本岳裕、富樫真、田中光昭、小倉剛、新崎晴久
- アニメ制作 - 片山哲生（イメージ・ケイ）
- アニメーション制作 - イメージ・ケイ（ノンクレジット）、スタジオジュニオ
- 製作 - NHK

## 各話リスト
| 話数               | サブタイトル                 | 脚本               | 絵コンテ           | 演出               | 作画監督 作画      | 放送日             |
| プグラシュティク編 | プグラシュティク編           | プグラシュティク編 | プグラシュティク編 | プグラシュティク編 | プグラシュティク編 | プグラシュティク編 |
| ------------------ | ---------------------------- | ------------------ | ------------------ | ------------------ | ------------------ | ------------------ |
| 1                  | 絶滅動物をつかまえろ         | 野辺朋史           | 古川政美           | 古川政美           | 長森佳容           | 1994年 4月4日      |
| 2                  | 仮想進化の世界へ             | 野辺朋史           | 古川政美           | 古川政美           | 長森佳容           | 4月5日             |
| 3                  | 謎の生物あらわる!            | 野辺朋史           | 鈴木卓夫           | 鈴木卓夫           | 阿部司             | 4月11日            |
| 4                  | パックからのS・O・S          | 野辺朋史           | 鈴木卓夫           | 鈴木卓夫           | 金子紀男           | 4月12日            |
| 5                  | バーチャル世界に異変あり     | ひのくまりこう     | 小村敏明           | 夏木亮             | 梶浦紳一郎         | 4月18日            |
| 6                  | プグラシュティクの企み       | ひのくまりこう     | 夏木亮             | 夏木亮             | 梶浦紳一郎         | 4月19日            |
| 7                  | ミトコンドリア・イヴを守れ!  | ひのくまりこう     | 川島宏             | 阿宮正和           | 坂元大二郎         | 4月25日            |
| 8                  | 人類の起源へ                 | ひのくまりこう     | 川島宏             | 阿宮正和           | 坂元大二郎         | 4月26日            |
| 9                  | 発見!プグラシュティクの弱点  | 野辺朋史           | 小村敏明           | 小村敏明           | 梶浦紳一郎         | 5月9日             |
| 10                 | 決死の爆破作戦               | 野辺朋史           | 夏木亮             | 夏木亮             | 梶浦紳一郎         | 5月10日            |
| 11                 | 敵の正体を解析せよ!          | 野辺朋史           | 古川政美           | 古川政美           | 長森佳容           | 5月16日            |
| 12                 | パック捕まる                 | 野辺朋史           | 古川政美           | 古川政美           | 長森佳容           | 5月17日            |
| 13                 | 大逆転への作戦会議           | ひのくまりこう     | 古川政美           | 鈴木卓夫           | 久米一成           | 5月23日            |
| 14                 | 和平交渉成立せず!            | ひのくまりこう     | 鈴木卓夫           | 鈴木卓夫           | 阿部司             | 5月24日            |
| 15                 | 猛火に追われる原猿たち       | ひのくまりこう     | 小村敏明           | 夏木亮             | 梶浦紳一郎         | 5月30日            |
| 16                 | 女戦士ティル                 | ひのくまりこう     | 夏木亮             | 夏木亮             | 梶浦紳一郎         | 5月31日            |
| 17                 | セラフィー誕生               | 野辺朋史           | 古川政美           | 古川政美           | 長森佳容           | 6月13日            |
| 18                 | 三戦士の微妙な関係           | 野辺朋史           | 古川政美           | 古川政美           | 長森佳容           | 6月14日            |
| 19                 | ターゲットは共通の祖先       | 野辺朋史           | 小村敏明           | 小村敏明           | 梶浦紳一郎         | 6月20日            |
| 20                 | 敵のわなを見破れ!            | 野辺朋史           | 夏木亮             | 小村敏明           | 梶浦紳一郎         | 6月21日            |
| 21                 | バン・ニーの策略             | ひのくまりこう     | 古川政美           | 古川政美           | 長森佳容           | 6月27日            |
| 22                 | ティル処刑さる!?             | ひのくまりこう     | 古川政美           | 古川政美           | 長森佳容           | 6月28日            |
| 23                 | フラウとティル 悲しき姉妹    | ひのくまりこう     | 鈴木卓夫           | 鈴木卓夫           | 都丸保             | 7月4日             |
| 24                 | 決戦 巨大戦艦に潜入せよ!     | ひのくまりこう     | 鈴木卓夫           | 鈴木卓夫           | 阿部司             | 7月5日             |
| スネーカー編       |                              |                    |                    |                    |                    |                    |
| 25                 | ティルがもどれない!          | 野辺朋史           | 浅田裕二           | 古川政美           | 長森佳容           | 1994年 9月12日     |
| 26                 | 三畳紀の絶滅を探れ!          | 野辺朋史           | 浅田裕二           | 古川政美           | 長森佳容           | 9月13日            |
| 27                 | 不気味な巨大レンズ           | 野辺朋史           | 神戸守             | 長森佳容           | 長森佳容           | 9月19日            |
| 28                 | 進化ウイルスの謎             | 野辺朋史           | 佐山聖子           | 長森佳容           | 長森佳容           | 9月20日            |
| 29                 | 宇宙人あらわる!              | ひのくまりこう     | 夏木亮             | 棚橋一徳           | 清山滋崇           | 9月26日            |
| 30                 | 進化への介入者               | ひのくまりこう     | 夏木亮             | 棚橋一徳           | 清山滋崇           | 9月27日            |
| 31                 | 異星人との接触（コンタクト） | ひのくまりこう     | 古川政美 小村敏明  | 小村敏明           | 梶浦紳一郎         | 10月3日            |
| 32                 | エウロパ人壊滅する!?         | ひのくまりこう     | 小村敏明           | 小村敏明           | 梶浦紳一郎         | 10月4日            |
| 33                 | さらわれたパック             | 野辺朋史           | 浅田裕二           | 古川政美           | 長森佳容           | 10月17日           |
| 34                 | イクチオステガ救出作戦       | 野辺朋史           | 浅田裕二           | 古川政美           | 長森佳容           | 10月18日           |
| 35                 | エウロパ人を問いただせ!      | 野辺朋史           | 古川政美           | 尤稀将             | 長森佳容           | 10月24日           |
| 36                 | 驚異!! スネーカーは実在する! | 野辺朋史           | 古川政美           | 尤稀将             | 長森佳容           | 10月25日           |
| 37                 | コンピュータ暴走の謎         | ひのくまりこう     | 棚橋一徳           | 棚橋一徳           | 清山滋崇           | 10月31日           |
| 38                 | 息づく巨大生命体             | ひのくまりこう     | 棚橋一徳           | 棚橋一徳           | 清山滋崇           | 11月1日            |
| 39                 | 疑われた虎哲                 | ひのくまりこう     | 矢吹勉             | 小村敏明           | 清山滋崇           | 11月7日            |
| 40                 | パックの中のパック           | ひのくまりこう     | 小村敏明           | 小村敏明           | 清山滋崇           | 11月8日            |
| 41                 | セラフィーの正体わかる!      | 野辺朋史           | 佐山聖子           | 尤稀将（中国）     | 長森佳容           | 11月21日           |
| 42                 | 秘められたパックの伝説       | 野辺朋史           | 佐山聖子           | 尤稀将（中国）     | 長森佳容           | 11月22日           |
| 43                 | 戦闘実行体の襲撃をかわせ!    | 野辺朋史           | 古川政美           | 古川政美           | 長森佳容           | 11月28日           |
| 44                 | 生命誕生の時代へ             | 野辺朋史           | 古川政美           | 古川政美           | 長森佳容           | 11月29日           |
| 45                 | 地球コンピュータ化計画       | ひのくまりこう     | 矢吹勉             | 小村敏明           | 清山滋崇           | 12月5日            |
| 46                 | ジーンダイブの果て           | ひのくまりこう     | 小村敏明           | 小村敏明           | 清山滋崇           | 12月6日            |
| 47                 | 生命の起源を守れ!            | ひのくまりこう     | 棚橋一徳           | 棚橋一徳           | 清山滋崇           | 12月12日           |
| 48                 | 月へ!                        | ひのくまりこう     | 棚橋一徳           | 棚橋一徳           | 清山滋崇           | 12月13日           |
| 49                 | スネーカーの本拠地をめざせ!  | 野辺朋史           | 矢吹勉             | 小村敏明           | 進藤満尾           | 12月26日           |
| 50                 | 不気味な月面基地             | 野辺朋史           | 小村敏明           | 小村敏明           | 進藤満尾           | 12月27日           |
| 51                 | 地下迷宮の中へ               | 野辺朋史           | 棚橋一徳           | 棚橋一徳           | 清山滋崇           | 1995年 1月9日      |
| 52                 | 絶体絶命!! 最強メカが襲う!   | 野辺朋史           | 棚橋一徳           | 棚橋一徳           | 清山滋崇           | 1月10日            |
| 53                 | スネーカー出現!!             | ひのくまりこう     | 長森佳容           | 古川政美           | 長森佳容           | 1月16日            |
| 54                 | 幻影の渦の中で               | ひのくまりこう     | 古川政美           | 古川政美           | 長森佳容           | 1月17日            |
| 55                 | スネーカーが振り向くとき     | ひのくまりこう     | 佐山聖子           | 古川政美           | 長森佳容           | 1月23日            |
| 56                 | 人類の未来をかけて           | ひのくまりこう     | 古川政美           | 古川政美           | 長森佳容           | 1月24日            |

## 番組構成
1話12分。総集編ではあらすじとオープニングとアイキャッチを1回にすることでエンディング枠を確保している。
| 各話（月曜・火曜） | 各話（月曜・火曜） | 各話（月曜・火曜） |
| ------------------ | ------------------ | ------------------ |
| 天才てれびくん     | オープニング       | 01分00秒           |
| TVパラダイス       | ミニコーナー       |                    |
| ジーンダイバー     | あらすじ           | 00分30秒           |
| ジーンダイバー     | オープニング       | 00分30秒           |
| ジーンダイバー     | 本編               | 10分50秒           |
| ジーンダイバー     | アイキャッチ       | 00分10秒           |
| TVパラダイス       | メイン企画         |                    |
| 天才てれびくん     | エンディング       |                    |

| ジーンダイバー総集編 | ジーンダイバー総集編 | ジーンダイバー総集編 |
| -------------------- | -------------------- | -------------------- |
| 天才てれびくん       | オープニング         | 01分00秒             |
| ジーンダイバー       | 奇数話 あらすじ      | 00分30秒             |
| ジーンダイバー       | オープニング         | 00分30秒             |
| ジーンダイバー       | 奇数話 本編          | 10分50秒             |
| ジーンダイバー       | アイキャッチ         | 00分10秒             |
| ジーンダイバー       | 偶数話 本編          | 10分50秒             |
| ジーンダイバー       | エンディング         | 01分10秒             |

## 放送日程
プグラシュティク編（第1話 - 第24話）は5回、スネーカー編（第25話 - 第56話）は4回放送。
| 各話 | 各話                         | 各話     | 総集編 放送日     | 総集編 放送日   | 総集編 放送日 |
| 話   | サブタイトル                 | 放送日   | 1994年            | 1995年          | 1996年        |
| ---- | ---------------------------- | -------- | ----------------- | --------------- | ------------- |
| 01   | 絶滅動物をつかまえろ         | 04月04日 | 05月02日 08月08日 | 2月13日         | 7月22日       |
| 02   | 仮想進化の世界へ             | 04月05日 | 05月02日 08月08日 | 2月13日         | 7月22日       |
| 03   | 謎の生物あらわる!            | 04月11日 | 05月03日 08月09日 | 2月14日         | 7月23日       |
| 04   | パックからのS・O・S          | 04月12日 | 05月03日 08月09日 | 2月14日         | 7月23日       |
| 05   | バーチャル世界に異変あり     | 04月18日 | 05月04日 08月10日 | 2月15日         | 7月24日       |
| 06   | プグラシュティクの企み       | 04月19日 | 05月04日 08月10日 | 2月15日         | 7月24日       |
| 07   | ミトコンドリア・イヴを守れ!  | 04月25日 | 05月05日 08月11日 | 2月16日         | 7月25日       |
| 08   | 人類の起源へ                 | 04月26日 | 05月05日 08月11日 | 2月16日         | 7月25日       |
| 09   | 発見!プグラシュティクの弱点  | 05月09日 | 06月06日 08月16日 | 2月20日         | 7月26日       |
| 10   | 決死の爆破作戦               | 05月10日 | 06月06日 08月16日 | 2月20日         | 7月26日       |
| 11   | 敵の正体を解析せよ!          | 05月16日 | 06月07日 08月17日 | 2月21日         | 7月29日       |
| 12   | パック捕まる                 | 05月17日 | 06月07日 08月17日 | 2月21日         | 7月29日       |
| 13   | 大逆転への作戦会議           | 05月23日 | 06月08日 08月22日 | 2月22日         | 7月30日       |
| 14   | 和平交渉成立せず!            | 05月24日 | 06月08日 08月22日 | 2月22日         | 7月30日       |
| 15   | 猛火に追われる原猿たち       | 05月30日 | 06月09日 08月23日 | 2月23日         | 7月31日       |
| 16   | 女戦士ティル                 | 05月31日 | 06月09日 08月23日 | 2月23日         | 7月31日       |
| 17   | セラフィー誕生               | 06月13日 | 07月11日 08月24日 | 2月27日         | 8月01日       |
| 18   | 三戦士の微妙な関係           | 06月14日 | 07月11日 08月24日 | 2月27日         | 8月01日       |
| 19   | ターゲットは共通の祖先       | 06月20日 | 07月12日 08月25日 | 2月28日         | 8月02日       |
| 20   | 敵のわなを見破れ!            | 06月21日 | 07月12日 08月25日 | 2月28日         | 8月02日       |
| 21   | バン・ニーの策略             | 06月27日 | 07月13日 08月29日 | 3月01日         | 8月05日       |
| 22   | ティル処刑さる!?             | 06月28日 | 07月13日 08月29日 | 3月01日         | 8月05日       |
| 23   | フラウとティル 悲しき姉妹    | 07月04日 | 07月14日 08月30日 | 3月02日         | 8月06日       |
| 24   | 決戦 巨大戦艦に潜入せよ!     | 07月05日 | 07月14日 08月30日 | 3月02日         | 8月06日       |
| 25   | ティルがもどれない!          | 09月12日 | 10月10日          | 3月06日         | 8月07日       |
| 26   | 三畳紀の絶滅を探れ!          | 09月13日 | 10月10日          | 3月06日         | 8月07日       |
| 27   | 不気味な巨大レンズ           | 09月19日 | 10月11日          | 3月07日         | 8月12日       |
| 28   | 進化ウイルスの謎             | 09月20日 | 10月11日          | 3月07日         | 8月12日       |
| 29   | 宇宙人あらわる!              | 09月26日 | 10月12日          | 3月08日         | 8月16日       |
| 30   | 進化への介入者               | 09月27日 | 10月12日          | 3月08日         | 8月16日       |
| 31   | 異星人との接触（コンタクト） | 10月03日 | 10月13日          | 3月09日         | 8月20日       |
| 32   | エウロパ人壊滅する!?         | 10月04日 | 10月13日          | 3月09日         | 8月20日       |
| 33   | さらわれたパック             | 10月17日 | 11月14日          | 3月13日         | 8月21日       |
| 34   | イクチオステガ救出作戦       | 10月18日 | 11月14日          | 3月13日         | 8月21日       |
| 35   | エウロパ人を問いただせ!      | 10月24日 | 11月15日          | 3月14日         | 8月22日       |
| 36   | 驚異!! スネーカーは実在する! | 10月25日 | 11月15日          | 3月14日         | 8月22日       |
| 37   | コンピュータ暴走の謎         | 10月31日 | 11月16日          | 3月15日         | 8月23日       |
| 38   | 息づく巨大生命体             | 11月01日 | 11月16日          | 3月15日         | 8月23日       |
| 39   | 疑われた虎哲                 | 11月07日 | 11月17日          | 3月16日         | 8月26日       |
| 40   | パックの中のパック           | 11月08日 | 11月17日          | 3月16日         | 8月26日       |
| 41   | セラフィーの正体わかる!      | 11月21日 | 12月19日          | 3月20日         | 8月27日       |
| 42   | 秘められたパックの伝説       | 11月22日 | 12月19日          | 3月20日         | 8月27日       |
| 43   | 戦闘実行体の襲撃をかわせ!    | 11月28日 | 12月20日          | 3月21日         | 8月28日       |
| 44   | 生命誕生の時代へ             | 11月29日 | 12月20日          | 3月21日         | 8月28日       |
| 45   | 地球コンピュータ化計画       | 12月05日 | 12月21日          | 3月22日         | 8月29日       |
| 46   | ジーンダイブの果て           | 12月06日 | 12月21日          | 3月22日         | 8月29日       |
| 47   | 生命の起源を守れ!            | 12月12日 | 12月22日          | 3月23日         | 8月30日       |
| 48   | 月へ!                        | 12月13日 | 12月22日          | 3月23日         | 8月30日       |
| 49   | スネーカーの本拠地をめざせ!  | 12月26日 | 放送なし          | 1月30日 3月27日 | 9月02日       |
| 50   | 不気味な月面基地             | 12月27日 | 放送なし          | 1月30日 3月27日 | 9月02日       |
| 51   | 地下迷宮の中へ               | 01月09日 | 放送なし          | 1月31日 3月28日 | 9月03日       |
| 52   | 絶体絶命!! 最強メカが襲う!   | 01月10日 | 放送なし          | 1月31日 3月28日 | 9月03日       |
| 53   | スネーカー出現!!             | 01月16日 | 放送なし          | 2月01日 3月29日 | 9月04日       |
| 54   | 幻影の渦の中で               | 01月17日 | 放送なし          | 2月01日 3月29日 | 9月04日       |
| 55   | スネーカーが振り向くとき     | 01月23日 | 放送なし          | 2月02日 3月30日 | 9月05日       |
| 56   | 人類の未来をかけて           | 01月24日 | 放送なし          | 2月02日 3月30日 | 9月05日       |